# Jah

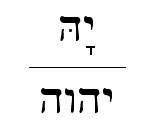
Hebrajski tetragram JHWH i jego skrócona forma Jah (יה)

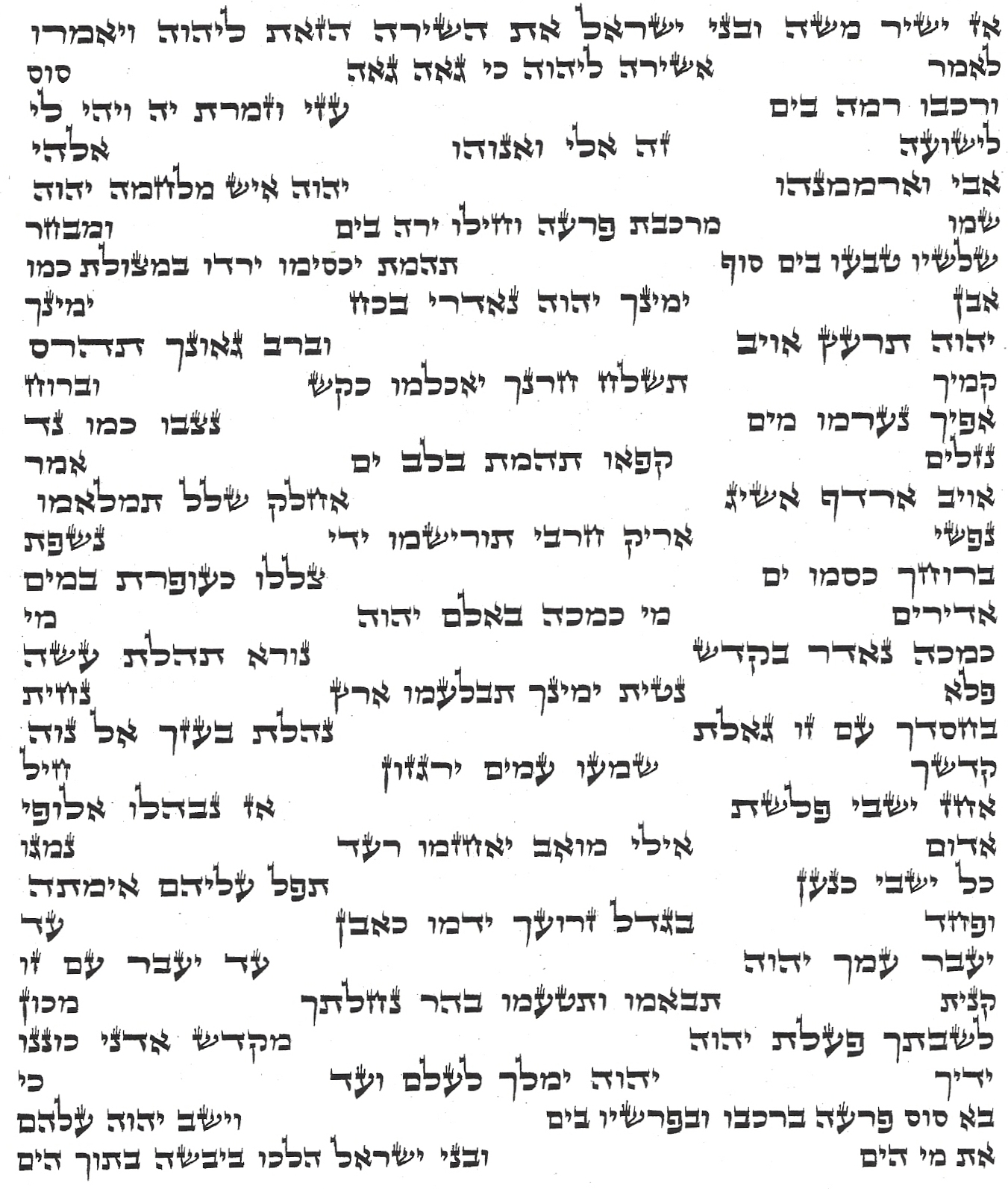
Kantyk Mojżesza (Pieśń Mojżesza) manuskrypt z VII w. n.e. zawierający fragment z 15 rozdziału Księgi Wyjścia, gdzie po raz pierwszy w Biblii użyto formy Jah.

Jah (hebr. יה) – skrócona forma biblijnego imienia Bożego Jahwe, pojawiająca się w Biblii. 

## Występowanie w Biblii
Składa się z pierwszych dwóch liter tetragramu יהוה (JHWH): jod (י) i heʼ (ה). W oryginalnym tekście Biblii, Jah występuje 26 razy samodzielnie (wielokrotnie w Księdze Psalmów a także w Apokalipsie Jana 19: 1, 3, 4, 6) i 24 razy w słowie Hallelujah (Wysławiajmy Jah - hebr. Hallel - wysławiać i skrócona forma imienia Bożego Jah). Określenie Jah lub Jahwe, szczególna, nieprzypadkowo podwojona forma imienia Bożego, pojawia się w Biblii tylko dwa razy i obydwa razy w Księdze Izajasza: 12:2 i 26:4. W tekście masoreckim forma Jah pierwszy raz pojawia się dopiero w opisie wydarzeń, które się rozegrały po wyjściu Izraelitów z niewoli egipskiej po przejściu przez Morze Czerwone w Pieśni Mojżesza (Wj 15:2). Jah najczęściej występuje w emocjonalnych pieśniach pochwalnych, modlitwach i błaganiach.

## Występowanie u rastafarian
Haile Selassie I jest uważany w rastafarianizmie za religijny symbol dla Jah (czyli Boga) wcielonego. Poprzez zwracanie się do niego jako Jah Rastafari, jego osoba jest uznawana za manifestację Jah, ale to jest tylko jedna z interpretacji albo metafor wierzeń rastafarian. Każdy rastafarianin jest zachęcany do samodzielnego poszukiwania prawdy i nie ma narzuconego jednolitego dogmatu. Innym sposobem wyrażania idei Jah jest sformułowanie Ja i ja (I&I). Symbolizuje ono jedność rastafarianina z Bogiem, tego że jest się częścią Jah, i siebie samego. W wierzeniach rastafari ludzie rasta uznają Lwa Judy za znak męstwa i siły albo też czasami za samego Jah.

## Występowanie jako składnik imion
Imię Jah występuje także w Biblii jako składnik wielu dwuczłonowych imion hebrajskich. 
Imię Jah nosili hinduscy władcy począwszy od Asafa Jah I, a skończywszy na Asafie Jah VIII (władców Hajdarabadu).